# Rejon siewierobajkalski
Rejon siewierobajkalski (ros. Северо-Байкальский район; bur. Хойто-Байгал аймаг) – rejon w azjatyckiej części Rosji, wchodzący w skład Republiki Buriacji. Stolicą rejonu jest Niżnieangarsk (5,5 tys. mieszkańców). Rejon został utworzony 10 września 1925 roku.

## Położenie
Rejon zajmuje powierzchnię 53 990 km ². Położony jest w północnej części Republiki Buriacji. Rejon z trzech stron otacza północną część jeziora Bajkał. Przez rejon przepływa rzeka Górna Angara (na terenie rejonu uchodzi do jeziora Bajkał).

## Ludność
Rejon zamieszkany jest przez 14 876 osób (2007 r.). Średnia gęstość zaludnienia w rejonie wynosi 0,28 os./km².

## Podział administracyjny
Rejon podzielony jest na 4 osiedla typu miejskiego i 6 osiedli wiejskich. W granicach rejonu znajduje się również miasto wydzielone Siewierobajkalsk (25,4 tys. mieszkańców).

### Osiedla typu miejskiego
- Kicziera (ros. Кичера)
- Niżnieangarsk (ros. Нижнеангарск)
- Nowyj Uojan (ros. Новый Уоян)
- Janczukan (ros. Янчукан)

### Osiedla typu wiejskiego
| Nazwa osiedla wiejskiego                                              | Ośrodki administracyjne             |
| --------------------------------------------------------------------- | ----------------------------------- |
| Angojanskoje (Ангоянское сельское поселение)                          | Angoja (Ангоя)                      |
| Bajkalskoje Ewenkijskoje (Байкальское Эвенкийское сельское поселение) | Bajkalskoje (Байкальское)           |
| Wierchniezaimskoje (Верхнезаимское сельское поселение)                | Wierchniaja Zaimka (Верхняя Заимка) |
| Kumorskoje Ewenkijskoje (Куморское Эвенкийское сельское поселение)    | Kumora (Кумора)                     |
| Uojanskoje Ewenkijskoje (Уоянское Эвенкийское сельское поселение)     | Uojan (Уоян)                        |
| Chołodnoje Ewenkijskoje (Холодное Эвенкийское сельское поселение)     | Chołodnaja (Холодная)               |